# نودر (خوسف)
نودر یک روستا در ایران است که در دهستان براکوه شهرستان خوسف واقع شده‌است. نودر ۳۳ نفر جمعیت دارد.